# Лестница жизни: десять величайших изобретений эволюции
«Лестница жизни: десять величайших изобретений эволюции» (англ. Life Ascending: The Ten Great Inventions of Evolution) — научно-популярная книга Ника Лейна, изданная в 2009 году на английском языке, в которой реконструирована история всего живого. На русский язык была переведена Петром Петровым и издана в октябре 2013 года. Содержит 528 страниц.

## Об авторе
Ник Лейн — биохимик и научный сотрудник отделения генетики, эволюции и окружающей среды Университетского колледжа Лондона. Он автор статей в журналах «New Scientist», «Scientific American», «Nature», «Science». Написал три книги про эволюцию биохимии: «Кислород: молекула, которая изменила мир», «Энергия, секс, самоубийство: митохондрии и смысл жизни», и «Лестница жизни: десять величайших изобретений эволюции».
«Лестница жизни: десять величайших изобретений эволюции» в 2010 году была удостоена премии Королевского общества за лучшую научно-популярную книгу, была признана книгой года журналами «New Scientist» и «Nature» и газетами «Times» и «The Independent».

## Содержание
В своей книге Ник Лейн рассказывает историю всего живого, что существует в мире, через призму недавних научных открытий. Затрагивает тему преображений и изменений природы нашей планеты.
В книге содержится информация о 10 главных преображениях, которые были осуществлены в ходе эволюции. Автор рассказывает, как каждое из них изменило жизнь. Первые клетки были простыми либо бактериями либо археями, но их молекулы взаимодействовали между собой. Позже появились эукариотические клетки с ядром и митохондриями. В книге есть описание происхождения митохондрий. Ник Лейн считает, что после пермского вымирания 250 миллионов лет назад эволюция движения изменила жизнь. Смогли развиваться цветковые растения, после того, как появились подвижные организмы.
Автор предполагает, что тот факт, что у 95 % животных есть глаза и способность видеть, могло сыграть роль в быстром росте эволюции, который называют кембрийским взрывом.